# 李彝超
李彝超（？—935年），本名拓跋彝超，是五代十国后唐时党项族的首领，为定难节度使李仁福第四子。历任夏州左都押衙、防遏使，长兴四年（933年）三月李仁福卒，三军立李彝超为留后。后唐明宗李嗣源担心定难军勾结契丹，以李彝超为延州刺史、彰武军节度使，而彰武军节度使安从进为夏州定难军留后，从而撤销党项在定难军的世袭割据。并派遣邠州药彦稠以兵五万送安从进到夏州。五月，李彝超紧闭城门，拒不办理交接。药彦稠、安从进围城一百日，未能攻克夏州。李彝超又联络境外的党项，后唐西北的局势十分紧张。明宗命令班师，李彝超亦上表谢罪。明宗只好授李彝超为检校司徒，定难军节度使，既而定难军朝贡如初。清泰二年（935年），李彝超死后，其兄李彝殷袭位。
| 前任： 李仁福 | 定难节度使 933年—935年 | 繼任： 李彝殷 |